# El H'Madna (distrito)
El H'Madna é um distrito localizado na província de Relizane, Argélia, e cuja capital é a cidade de El Hamadna. A população total do distrito era de 44 285 habitantes, em 2008.[carece de fontes?]

## Comunas
O distrito está dividido em duas comunas:
- El Hamadna
- Oued El Djemaa